# Гавиле (Фиренца)
Гавиле је насеље у Италији у округу Фиренца, региону Тоскана.
Према процени из 2011. у насељу је живело 71 становника. Насеље се налази на надморској висини од 252 м.